# Ànec vapor capblanc
L'ànec vapor capblanc (Tachyeres leucocephalus) és una espècie d'ocell de la família dels anàtids (Anatidae) que habita costes rocalloses del sud de l'Argentina, a Chubut.